# Vuolijoki kyrkoby
Vuolijoki kyrkoby (finska: Vuolijoen kirkonkylä) är en tätort (finska: taajama) i Kajana stad (kommun) i landskapet Kajanaland i Finland. Fram till 2007 var Vuolijoki kyrkoby centralorten för kommunen med samma namn. Vid tätortsavgränsningen den 31 december 2021 hade Vuolijoki kyrkoby 392 invånare och omfattade en landareal av 1,40 kvadratkilometer.
Genom Vuolijoki rinner Vuolijoki å som rinner ut i Ule träsk. I orten finns Vuolijoki kyrka som byggdes år 1906 efter ritningar av Josef Stenbäck och är Kajanalands enda stenkyrka.